# Palaeeudyptes klekowskii
Palaeeudyptes klekowskii fue una especie extinta de pingüino del género Palaeeudyptes. Tenía aproximadamente el tamaño de su congénere Palaeeudyptes antarcticus: algo más grande que el pingüino emperador. Es conocido a partir de una extensa colección de huesos fósiles de finales del Eoceno (34-37 millones de años) de la formación de la Meseta en la isla Seymour, Antártida. Inicialmente P. klekowskii no fue reconocido como una especie diferente, y a pesar de que la coexistencia de dos especies relacionadas de tamaño similar tales como Palaeeudyptes gunnari y P. klekowskii parece algo improbable, el material fósil disponible sugiere que las dos especies son en efecto diferentes.